# 富山県道367号串田新黒河線
富山県道367号串田新黒河線（とやまけんどう367ごう くしたしんくろかわせん）は、富山県射水市串田新から同市黒河に至る一般県道である。

## 概要

### 路線データ
- 起点 : 富山県射水市串田新（富山県道239号井栗谷大門線交点）
- 終点 : 富山県射水市黒河（富山県道9号富山戸出小矢部線・富山県道31号小杉婦中線交点）
- 路線延長 : 6,284 m（実延長）

## 歴史
- 1960年（昭和35年）4月23日 - 県道の路線認定[1]
  - 路線名 : 一般県道串田黒河線
  - 起点 : 射水郡大門町串田
  - 終点 : 射水郡小杉町黒河

- 1973年（昭和48年）3月31日 - 県道の路線認定の一部改正[2]
  - 路線名 : 一般県道串田新黒河線
  - 起点 : 射水郡大門町串田新
  - 終点 : 射水郡小杉町黒河

## 地理

### 通過する自治体
- 富山県
  - 射水市

### 交差する道路
- 富山県道239号井栗谷大門線（起点：射水市串田新）
- 富山県道73号高岡青井谷線（射水市青井谷 - 金山小学校前交差点で重複）
- 国道472号（金山小学校前交差点 - 五歩一交差点で重複）
- 北陸自動車道（小杉インターチェンジ）（「国道472号」との重複区間内）
- 富山県道58号高岡小杉線（五歩一交差点）
- 富山県道9号富山戸出小矢部線（バイパス）（射水市黒河新で分岐）
- 富山県道31号小杉婦中線（中老田新交差点）
- 富山県道9号富山戸出小矢部線・富山県道31号小杉婦中線（終点：黒河（東）交差点）

### 沿線
- 射水市立小杉南中学校
- 射水市立金山小学校
- 射水市立中太閤山小学校
- 北陸銀行 太閤山支店
- 富山第一銀行 太閤山支店
- 富山信用金庫 太閤山支店
- 金山郵便局
- ヤマサン食品工業 本社・工場
- 太閤山ショッピングセンターパスコ
  - アルビス パスコ店
- 富山県民福祉公園太閤山ランド
- 薬勝寺池公園